# Georges Henri Guittet
Pour les articles homonymes, voir Guittet.
Georges Henri Guittet ou Georges Guittet né le 13 mars 1871 à Cholet et mort le 31 août 1902 à Paris (5e arrondissement) est un sculpteur français, statuaire de grand avenir, il est emporté par la fièvre typhoïde à l’âge de 31 ans.

## Biographie
Né dans une famille de teinturier de Cholet, fils de Pierre Guittet (1832-1913) et d'Henriette Marguentin (1839-1919), Georges Henri Guittet décide assez tôt d’étudier à l'école des beaux-arts d'Amiens puis à Paris. En 1891, il est enrôlé par le bureau de recrutement d’Amiens pour le contingent militaire, dans le 72e régiment d'infanterie. À la fin de son service, il est déchargé avec un certificat de bonne conduite.
L’attribution d’une bourse de voyage en 1899 lui permet de se former parmi les sculpteurs de la Société des artistes français et de voyager en Orient. Élève de Jules Roulleau, de Jean Turcan et de Théodore Rivière, il participe au Salon des artistes français,, et à l'Exposition universelle de 1900. Il remporte plusieurs médailles, dont une médaille de bronze à l'Exposition universelle de 1900,.
Il succombe à la fièvre typhoïde le 31 août 1902. Ses obsèques ont lieu le surlendemain à l’église Saint-Rémi d'Amiens et il est inhumé dans la même ville au cimetière de la Madeleine. Son portrait en buste en bronze (1903) par Eugène Léon L'Hoëst ornait sa tombe,,,.

## Œuvres
- Amiens, Musée de Picardie :
  - Enfants à la Tortue, Salon de 1894, groupe en marbre, réexposé au Salon de 1898[12].
  - Porteur d'eau africain, Salon de 1901, statue en marbre[5], ré-exposée à l’Exposition universelle de 1900 ;
- Paris :
  - Sacré-Cœur, Salon de 1898, figure en marbre, destinée à la chapelle des Dominicains des Ternes[13].
  - Le Père Étienne Pernet, fondateur des Petites Sœurs de l'Assomption, Salon de 1901, figure en marbre, Paris, rue Violet, jardin de la congrégation des Petites Sœurs de l'Assomption.
- M. le Baron D…, membre du conseil municipal de Paris, Salon de 1895, buste en terre cuite.
- Languide, statue en plâtre, Salon de 1896.
- Porteur d’eau africain, Salon de 1897, statue en plâtre[4].
- Narcisse, Salon de 1899, figure en marbre, acquis par l'État, réexposée à l'Exposition universelle de 1900[14].
- Portrait de Mme J.D…, Salon de 1899, médaillon en marbre.
- Les Pays-Bas, statue en plâtre, exposé dans la salle des fêtes de l'Exposition universelle de 1900.
- Portrait de M. P.Guiyesse, ancien ministre des Colonies, député du Morbihan, Salon de 1902, buste en bronze.
- Portrait de M. d'O…, Salon de 1902, statuette en bronze.

Œuvres de Georges Henri Guittet
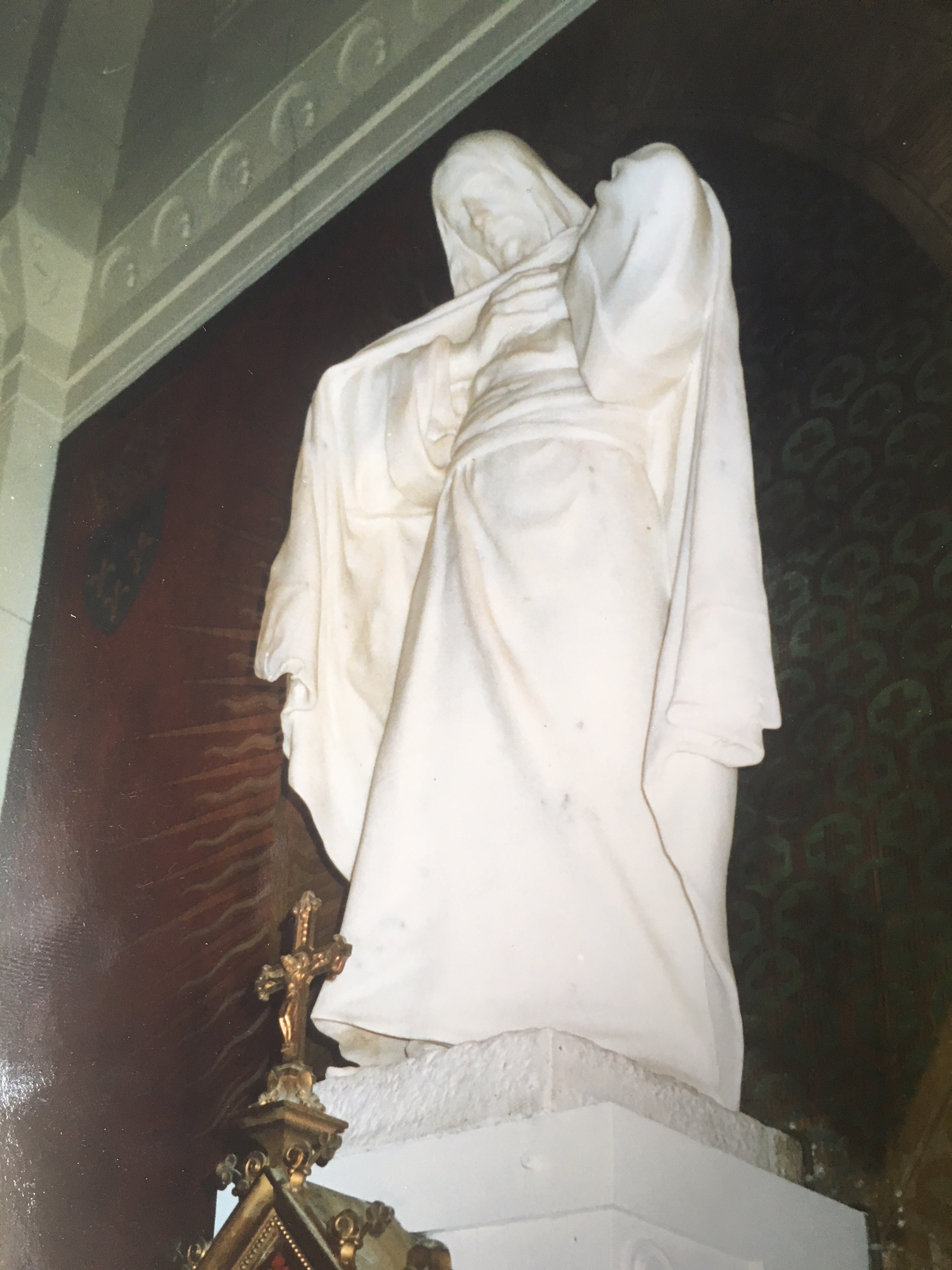
Sacré-Cœur (1898).
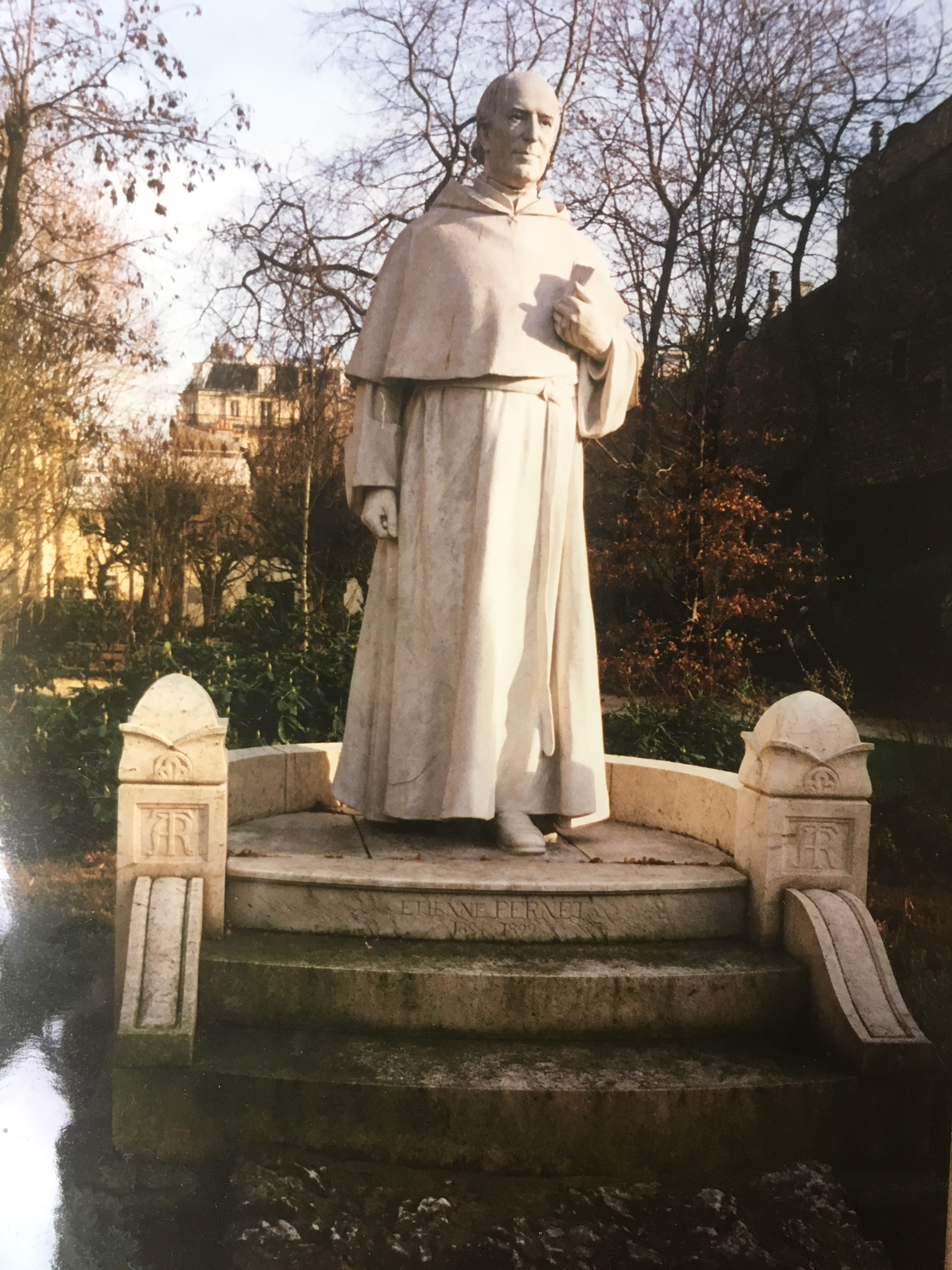
Père Étienne Pernet (1901), Paris, congrégation des Petites Sœurs de l'Assomption.
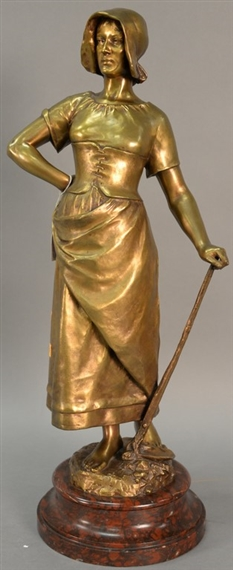
Standing woman.
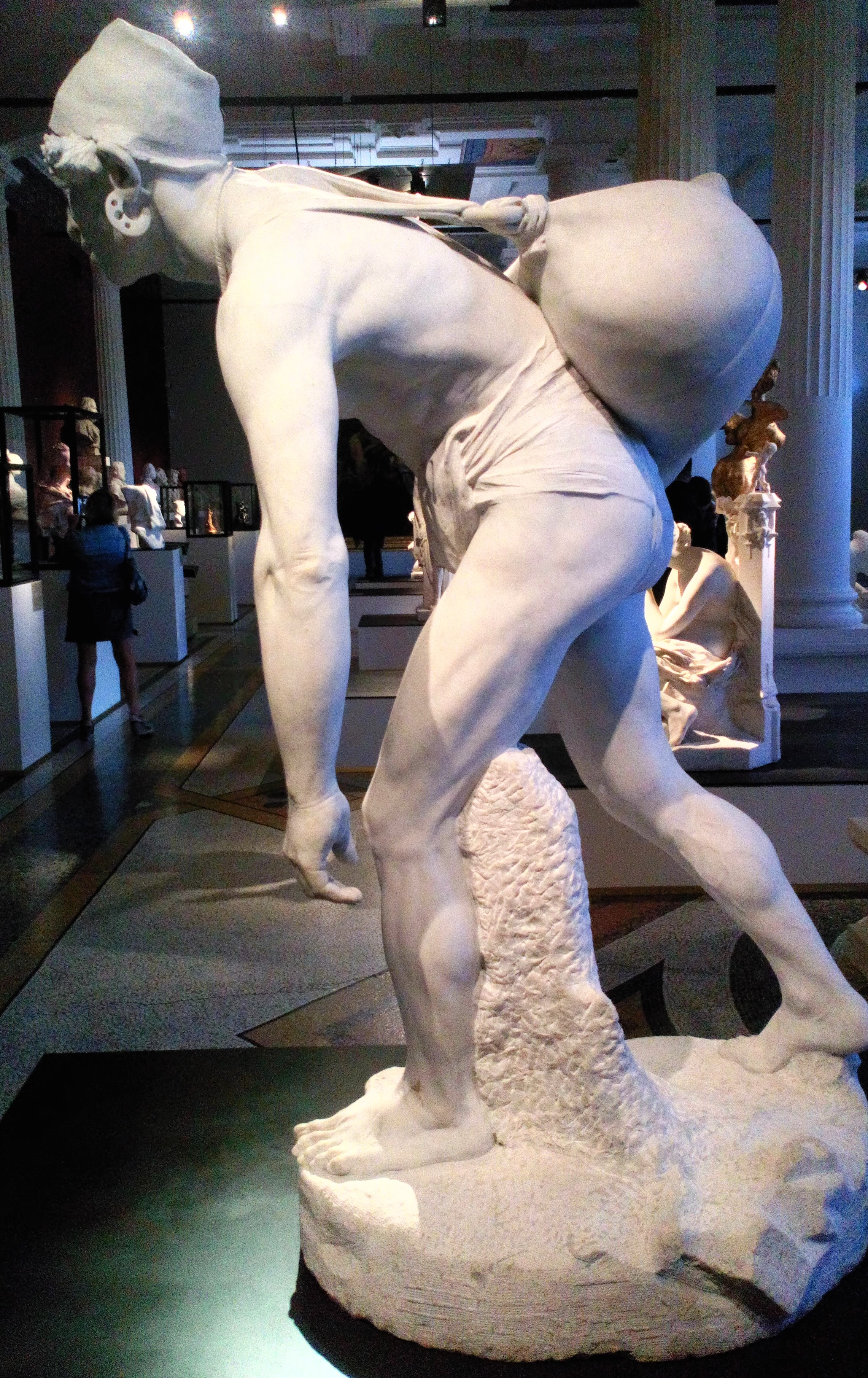
Le Porteur d'eau africain (1901), Amiens, musée de Picardie.